# Brjanta
A Brjanta (oroszul: Брянта) folyó Oroszország ázsiai részén, eredetileg a Zeja jobb oldali mellékfolyója.

## Földrajz
Hossza: 317 km, vízgyűjtő területe: 14 100 km², évi közepes vízhozama a torkolatnál: 130 m³/s.
A Sztanovoj-hegylánc déli lejtőjén, 970 m magasságban ered és dél felé folyik. Kezdetben hegyi jellegű folyó, középső szakaszán lassan, mocsaras völgyben folyik. A Zeja felduzzasztásával 1980-ban keletkezett Zejai-víztározó nyugati részébe ömlik, alsó folyása hosszú keskeny öböllé változott.
Október végétől április végéig jég borítja. Tavaszi-nyári áradásait a gyakori esők miatt nyáron újabbak követik.
Nagyobb mellékfolyója a jobb oldali Unaha (287 km) és a bal oldali Utugaj (285 km). Mindkettő a Sztanovoj-hegyláncon ered és eredetileg a Brjanta mellékfolyója, de 1980 óta már a víztározóba ömlenek.